# Стипани-Гранонико (Кјети)
Стипани-Гранонико (итал. Stipani-Grannonico) је насеље у Италији у округу Кјети, региону Абруцо.
Према процени из 2011. у насељу је живело 68 становника. Насеље се налази на надморској висини од 40 м.